# Julien Lyneel
Julien Lyneel (* 15. April 1990 in Saint-Aunès) ist ein französischer Volleyball- und Beachvolleyballspieler. Er wurde sowohl im Sand als auch in der Halle französischer Meister und gewann mit der Nationalmannschaft seines Heimatlandes die Europameisterschaft 2015 sowie die Weltliga 2015 und 2017.

## Karriere Hallen-Volleyball
Lyneel spielte in der Saison 2008/09 Hallenvolleyball im Centre National de Volley-Ball und wurde mit der U21-Nationalmannschaft Zehnter bei der WM. Im folgenden Jahr stand er mit Montpellier UC im französischen Pokalfinale. Dies war bis einschließlich 2015 sein größter Erfolg mit diesem Verein. Während dieser Zeit erreichte er mit dem französischen Auswahlteam Top-Ten-Platzierungen bei Europameisterschaften und in der Weltliga. Höhepunkt war das Jahr 2015, als La Grande Nation sowohl die Europameisterschaft als auch die Weltliga gewann. In der folgenden Spielzeit stand Lyneel mit Asseco Resovia Rzeszów im polnischen Pokal im Halbfinale und wurde mit dem Sportclub Vizemeister und ebenfalls Zweiter im Supercup. Anschließend wechselte er nach Italien zu Bunge Ravenna. Während das beste Vereinsresultat ein fünfter Rang in der Meisterschaft war, konnte er 2017 mit dem Nationalteam den zweiten Weltligatitel gewinnen. Danach verließ er Europa und wurde 2018 mit Shanghai Golden Age VC chinesischer Meister. Im Anschluss daran stand er mit Frankreich im Finale der Volleyball Nations League. Die nächsten Stationen in der Karriere des Franzosen waren der polnische Verein Jastrzębski Węgiel, mit dem er das Pokalfinale sowie den dritten und eine Spielzeit später den vierten Platz in der Meisterschaft erreichte, und der italienische Club Tonno Callipo Vibo Valentia. 2021 kam er zurück nach Frankreich, errang mit dem Nationalteam die Bronzemedaille der Nations League und gewann mit Montpellier Volley die französische Meisterschaft.

### Auszeichnungen
- 2017: Bester Außenangreifer beim italienischen Pokal

## Karriere Beachvolleyball

### Jugend und Junioren
2006 erkämpften Julien Nyleel und Vincent Lacombe die Bronzemedaille bei den U18-EM in Bratislava und wurden Neunte bei der U19-Weltmeisterschaft. Ein Jahr später konnten sie sich auf den fünften Platz verbessern. Das gleiche Resultat erreichten Brice Thesee und Nyleel bei den Welttitelkämpfen der unter Einundzwanzigjährigen. Beim kontinentalen Wettbewerb der unter Dreiundzwanzigjährigen war das Ergebnis ein neunter Rang, die U20-EM in Scheveningen endete für sie mit dem Finale. Mit Olivier Ragondet erhielt der aus Südfrankreich stammende Sportler die Bronzemedaille beim U18-Event in Brünn.

### Senioren
Mit Grégori Brachard gewann Julien Nyleel 2010 die französischen Beachmeisterschaften. Erst nach über zehnjähriger Pause startete er wieder bei Veranstaltungen im Sand. Mit seinem Partner Rémi Bassereau stand er im November 2022 beim Challenge-Turnier in Torquay und anschließend beim Elite16-Turnier am gleichen Ort im Achtelfinale. Eine Saison später blieb ihr Auftritt bei der WM satz- und sieglos. Das beste Ergebnis 2023 war ein geteilter fünfter Rang beim Challenge-Turnier im mexikanischen La Paz. Eine Saison später konnten sie beim gleichwertigen Event in Saquarema als Bronzemedaillengewinner ihr jemals bestes Resultat ihrer gemeinsamen Karriere bis zu diesem Zeitpunkt erkämpfen. Nach dem Viertelfinaleinzug beim Challenge in Guadalajara und einigen erfolglosen Versuchen, das Hauptfeld eines Elite16 zu erreichen, siegten sie gemeinsam mit Arnaud Gauthier-Rat und Téo Rotar beim Nations Cup und sicherten so ihrem Heimatland den zweiten Startplatz bei den Olympischen Spielen im Männerbereich. In Paris blieben sie satz- und sieglos.

## Familie
Sowohl Vater Pascal als auch der ältere Bruder Píerrick standen bei Montpellier UC unter Vertrag, dem Verein, für den auch Julien Lyneel seine meisten Spiele absolvierte.